# ناحیه لوویسا
ناحیه لوویسا از سال ۲۰۰۹ زیرمجموعه اوسیما و یکی از ناحیه‌ها در فنلاند است.

## شهرداری‌ها
| نشان ملی            | شهرداری             |
| ------------------- | ------------------- |
| Lapinjärven vaakuna | لاپین‌یروی (شهرداری) |
| Loviisan vaakuna    | لوویسا (شهر)        |